# 紺野仁
紺野 仁（こんの ひとし、1934年（昭和9年）1月3日 - ）は、日本のバスケットボール選手。

## 経歴・人物
立教大学出身。1956年メルボルンオリンピックに出場した。